# Вила-Кова (Вила-Реал)
Вила-Кова (порт. Vila Cova) — населённый пункт и район в Португалии, входит в округ Вила-Реал. Является составной частью муниципалитета Вила-Реал. По старому административному делению входил в провинцию Траз-уж-Монтиш и Алту-Дору. Входит в экономико-статистический субрегион Доуру, который входит в Северный регион. Население составляет 239 человек на 2001 год. Занимает площадь 6,91 км².
Покровителем района считается Иаков Зеведеев (порт. São Tiago).